# Адамов, Владимир Степанович
Владимир Степанович Адамов (1838 — 13 июля 1877) — директор департамента Министерства юстиции, тайный советник, гофмейстер.

## Биография
Родился в 1838 году. Был воспитанником Императорского училища правоведения, которое окончил с золотой медалью 10 мая 1858 года (19-й выпуск) «IX-м классом». Годовой доход Адамова, вследствие удачной женитьбы, был до ста тысяч рублей серебром.
В 1868 году, находясь в должности вице-директора департамента министерства юстиции, 3 октября был произведён в действительные статские советники.
С 1871 года — камергер.
В 1872—1877 годах он был директором департамента министерства юстиции и вице-директором канцелярии министра юстиции графа К. И. Палена. Из воспоминаний А. Ф. Кони известно, что во время продолжительного отпуска (или болезни) Адамова Пален назначал самого Кони исполняющим должность директора департамента.
Адамов был знаком с Петром Чайковским. Они сблизились за короткое время, пока Адамов несколько месяцев учился с ним в одном классе (в конце октября 1852 года, «по выдержании экзамена», Чайковский перешёл в VI класс — и поэтому кончил курс на год раньше). Затем Адамов перешел на класс старше, но они остались до самой смерти близкими приятелями. Они вместе мечтали съездить в путешествие в Швейцарию и Италию, но этим планам не суждено было сбыться. Смерть Адамова глубоко потрясла Чайковского.
Адамов любил музыку: постоянно посещал итальянскую оперу. Он мечтал стать хорошим салонным певцом, продолжал брать уроки почти до самой своей смерти.
Умер в чине тайного советника 13 июля 1877 года в Баварии от внезапно открывшейся острой «Брайтовой болезни» почек (по мнению современников, последствие бывшей в детстве скарлатины).

## Награды
- орден Св. Станислава 2-й ст. (1868)
- орден Св. Владимира 3-й ст. (1870)
- итальянский орден Короны, большой офицерский крест (1873)
- орден Св. Станислава 1-й ст. (1872)
- орден Св. Анны 1-й ст. (1875)

## Семья
Жена (с 30 апреля 1872, Дрезден) — Александра Владимировна Шварц (1848—1921), дочь члена Военного Совета В. М. Шварца, фрейлина двора (с 1868 года), наследница имения Успенское. Их сын — натуралист Владимир Владимирович Адамов.

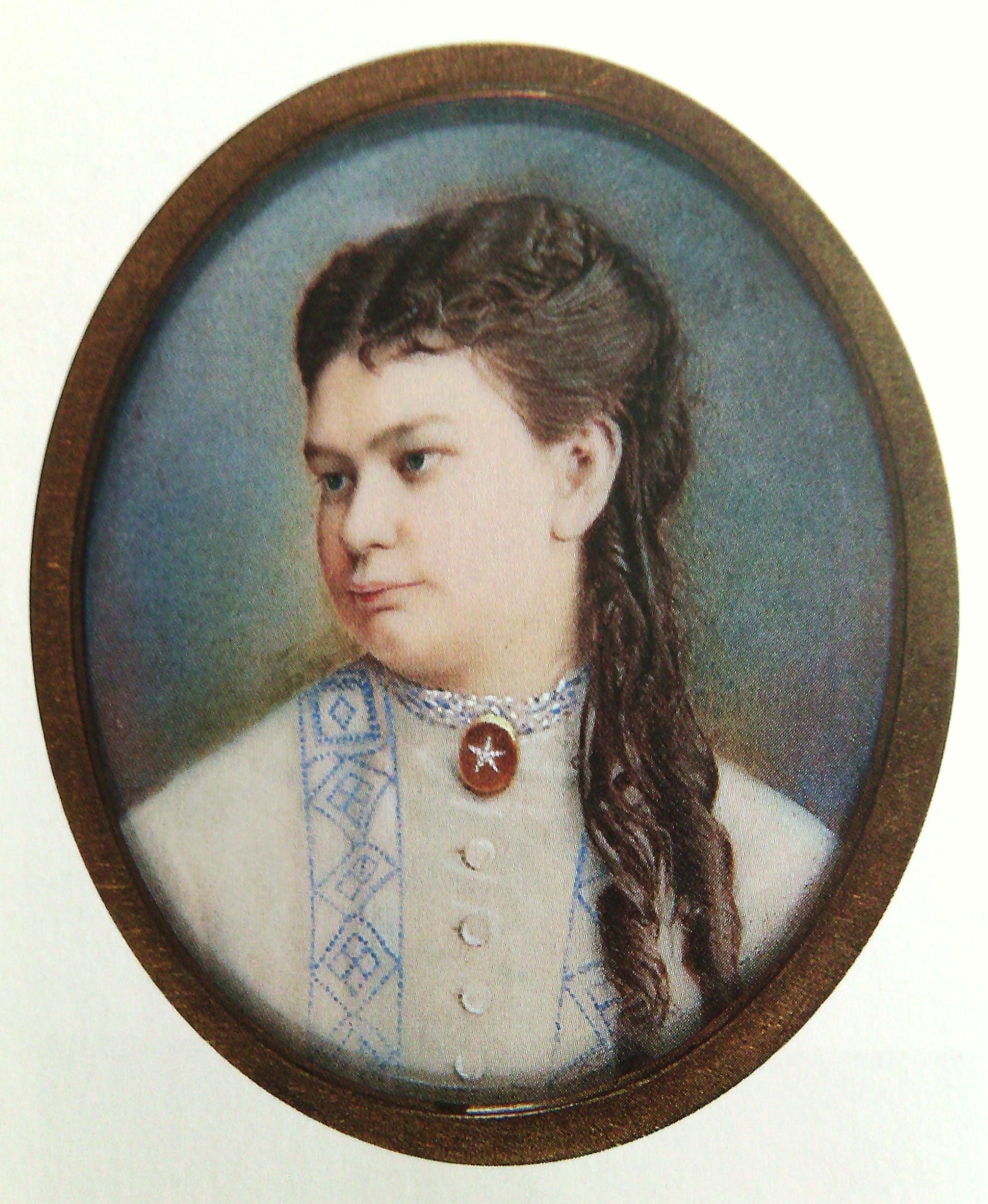
Александра Шварц

Овдовев, Александра Владимировна Адамова в 1878 году вторично вышла замуж за Евгения Григорьевича Шварца (1843—1932), своего дальнего родственника. 